# ألفريدو زامورا غارسيا
ألفريدو زامورا غارسيا هو سياسي مكسيكي، ولد في 28 مارس 1963 في ولاية دورانغو في المكسيك. نشط حزبياً في حزب العمل الوطني. وقد انتخب عضو مجلس النواب المكسيك ‏.